# Teorema de no comunicació
En física, el teorema de no comunicació (també conegut com a principi de no senyalització) és un teorema de no-go en la teoria de la informació quàntica. Afirma que durant la mesura d'un estat quàntic entrellaçat, és impossible que un observador transmeti informació a un altre observador, independentment de la seva separació espacial. Aquesta conclusió preserva el principi de causalitat en mecànica quàntica i assegura que la transferència d'informació no infringeixi la relativitat especial en superar la velocitat de la llum.
El teorema és significatiu perquè l'entrellat quàntic crea correlacions entre esdeveniments llunyans que inicialment poden semblar que permeten una comunicació més ràpida que la llum. El teorema de la no comunicació estableix condicions sota les quals aquesta transmissió és impossible, resolent així paradoxes com la paradoxa d'Einstein-Podolsky-Rosen (EPR) i abordant les violacions del realisme local observades en el teorema de Bell. Concretament, demostra que el fracàs del realisme local no implica l'existència d'una "acció fantasmagòrica a distància", frase encunyada originalment per Einstein.

## Visió general informal
El teorema de la no-comunicació estableix que, en el context de la mecànica quàntica, no és possible transmetre bits d'informació clàssics mitjançant estats mixtos o purs preparats amb cura, ja siguin entrellaçats o no. El teorema només és una condició suficient que estableix que si les matrius de Kraus commuten, no hi pot haver comunicació a través dels estats entrellaçats quàntics i que això és aplicable a tota comunicació. Des d'una perspectiva de la relativitat i el camp quàntic, també es prohibeix la comunicació més ràpida que la llum o "instantània".:100En ser només una condició suficient, hi pot haver altres motius pels quals no es permet la comunicació.
La premissa bàsica que entra en el teorema és que un sistema mecànic quàntic està preparat en un estat inicial amb alguns estats entrellaçats, i que aquest estat inicial es pot descriure com un estat mixt o pur en un espai de Hilbert H. Després d'un cert temps, el sistema es divideix en dues parts cadascuna de les quals conté alguns estats no entrellaçats i la meitat dels estats entrellaçats quàntics, i les dues parts es distingeixen espacialment, A i B, enviades a dos observadors diferents, Alice i Bob, que són lliures de realitzar mesures de mecànica quàntica en la seva part del sistema total (és a dir, A i B). La pregunta és: hi ha alguna acció que l'Alícia pugui realitzar sobre A que es detecti si Bob observa B ? El teorema respon "no".
Una hipòtesi important que entra al teorema és que ni Alice ni Bob poden afectar, de cap manera, la preparació de l'estat inicial. Si a Alícia se li permetés participar en la preparació de l'estat inicial, li seria trivialment fàcil codificar-hi un missatge; així ni Alice ni Bob participen en la preparació de l'estat inicial. El teorema no requereix que l'estat inicial sigui d'alguna manera "aleatori" o "equilibrat" o "uniforme": de fet, un tercer que prepari l'estat inicial podria codificar fàcilment els missatges rebuts per Alice i Bob. Simplement, el teorema estableix que, donat algun estat inicial, preparat d'alguna manera, no hi ha cap acció que l'Alícia pugui prendre que pugui ser detectada per Bob.
La demostració continua definint com l'espai total de Hilbert H es pot dividir en dues parts, H A i H B, descrivint els subespais accessibles per Alice i Bob. L'estat total del sistema es descriu mitjançant una matriu de densitat σ. L'objectiu del teorema és demostrar que Bob no pot distingir de cap manera l'estat previ a la mesura σ de l'estat posterior a la mesura P (σ). Això s'aconsegueix matemàticament comparant la traça de σ i la traça de P (σ), amb la traça presa sobre el subespai H A. Com que la traça només es troba sobre un subespai, tècnicament s'anomena traça parcial. La clau d'aquest pas és que la traça (parcial) resumeixi adequadament el sistema des del punt de vista de Bob. És a dir, tot allò a què Bob té accés, o a què podria tenir accés, mesurar o detectar, es descriu completament mitjançant una traça parcial sobre H A del sistema σ. El fet que aquesta traça no canviï mai mentre l'Alice realitza les seves mesures és la conclusió de la demostració del teorema de no comunicació.:100

## Formulació
La demostració del teorema s'il·lustra habitualment per a la configuració de proves de Bell en què dos observadors Alice i Bob realitzen observacions locals en un sistema bipartit comú i utilitzen la maquinària estadística de la mecànica quàntica, és a dir, els estats de densitat i les operacions quàntiques.:100:96
L'Alice i el Bob realitzen mesures en el sistema S l'espai de Hilbert subjacent és {\displaystyle H=H_{A}\otimes H_{B}.}
També se suposa que tot és de dimensions finites per evitar problemes de convergència. L'estat del sistema compost ve donat per un operador de densitat a H. Qualsevol operador de densitat σ a H és una suma de la forma: {\displaystyle \sigma =\sum _{i}T_{i}\otimes S_{i}} on Ti i S i són operadors de H A i H B respectivament. Per al següent, no cal suposar que Ti i S i són operadors de projecció d'estats: és a dir, no han de ser necessàriament no negatius, ni tenir traça d'un. És a dir, σ pot tenir una definició una mica més àmplia que la d'una matriu de densitat; el teorema encara es manté. Tingueu en compte que el teorema és trivial per als estats separables. Si l'estat compartit σ és separable, és clar que qualsevol operació local de l'Alice deixarà intacte el sistema de Bob. Així, el punt del teorema és que cap comunicació es pot aconseguir mitjançant un estat entrellaçat compartit.
L'Alice realitza una mesura local al seu subsistema. En general, això es descriu mitjançant una operació quàntica, sobre l'estat del sistema, del tipus següent {\displaystyle P(\sigma )=\sum _{k}(V_{k}\otimes I_{H_{B}})^{*}\ \sigma \ (V_{k}\otimes I_{H_{B}}),} on V k s'anomenen matrius de Kraus que compleixen
{\displaystyle \sum _{k}V_{k}V_{k}^{*}=I_{H_{A}}.}
El terme {\displaystyle I_{H_{B}}} de l'expressió {\displaystyle (V_{k}\otimes I_{H_{B}})} significa que l'aparell de mesura de l'Alice no interactua amb el subsistema de Bob.
Suposant que el sistema combinat està preparat en l'estat σ i suposant, a efectes d'argumentació, una situació no relativista, immediatament (sense retard) després que Alice realitzi la seva mesura, l'estat relatiu del sistema de Bob ve donat per la traça parcial de l'estat global respecte al sistema d'Alice. En símbols, l'estat relatiu del sistema de Bob després de l'operació d'Alice és {\displaystyle \operatorname {tr} _{H_{A}}(P(\sigma ))} on {\displaystyle \operatorname {tr} _{H_{A}}} és el mapeig de traça parcial respecte al sistema d'Alice.
Es pot calcular directament aquest estat:
{\displaystyle {\begin{aligned}\operatorname {tr} _{H_{A}}(P(\sigma ))&=\operatorname {tr} _{H_{A}}\left(\sum _{k}(V_{k}\otimes I_{H_{B}})^{*}\sigma (V_{k}\otimes I_{H_{B}})\right)\\&=\operatorname {tr} _{H_{A}}\left(\sum _{k}\sum _{i}V_{k}^{*}T_{i}V_{k}\otimes S_{i}\right)\\&=\sum _{i}\sum _{k}\operatorname {tr} (V_{k}^{*}T_{i}V_{k})S_{i}\\&=\sum _{i}\sum _{k}\operatorname {tr} (T_{i}V_{k}V_{k}^{*})S_{i}\\&=\sum _{i}\operatorname {tr} \left(T_{i}\sum _{k}V_{k}V_{k}^{*}\right)S_{i}\\&=\sum _{i}\operatorname {tr} (T_{i})S_{i}\\&=\operatorname {tr} _{H_{A}}(\sigma ).\end{aligned}}}
A partir d'això s'argumenta que, estadísticament, Bob no pot distingir entre el que va fer l'Alice i una mesura aleatòria (o si va fer alguna cosa).

## Història
El 1978, l'article de Phillippe H. Eberhard, El teorema de Bell i els diferents conceptes de localitat, va demostrar amb rigor la impossibilitat d'una comunicació més ràpida que la llum mitjançant sistemes quàntics. Eberhard va introduir diversos conceptes matemàtics de localitat i va mostrar com la mecànica quàntica en contradiu la majoria mentre preserva la causalitat.
A més, l'any 1988, l'article Quantum Field Theory Cannot Provide Faster-Than-Light Communication d'Eberhard i Ronald R. Ross va analitzar com la teoria quàntica de camps relativista prohibeix inherentment la comunicació més ràpida que la llum. Aquest treball explica com les interpretacions errònies de les propietats del camp quàntic havien portat a reclamacions de comunicació superluminal i assenyala els principis matemàtics que ho impedeixen.
Pel que fa a la comunicació, un canal quàntic sempre es pot utilitzar per transferir informació clàssica mitjançant estats quàntics compartits. El 2008 Matthew Hastings va demostrar un contraexemple on l'entropia de sortida mínima no és additiva per a tots els canals quàntics. Per tant, per un resultat d'equivalència degut a Peter Shor, la capacitat de Holevo no és només additiva, sinó súper additiva com l'entropia, i en conseqüència pot haver-hi alguns canals quàntics on es pot transferir més que la capacitat clàssica. Normalment, la comunicació global es produeix al mateix temps mitjançant canals quàntics i no quàntics, i en general no es poden violar l'ordre temporal i la causalitat.
El 24 d'agost de 2015, un equip dirigit pel físic Ronald Hanson de la Universitat Tecnològica de Delft als Països Baixos va penjar el seu últim article al lloc web de preimpressió arXiv, informant del primer experiment de Bell que va abordar simultàniament tant l'escletxa de detecció com la de comunicació. L'equip d'investigació va utilitzar una tècnica intel·ligent coneguda com "intercanvi d'entrellaçament", que combina els beneficis dels fotons i les partícules de matèria. Les mesures finals van mostrar la coherència entre els dos electrons que van superar el límit de Bell, donant suport una vegada més a la visió estàndard de la mecànica quàntica i rebutjant la teoria de la variable oculta d'Einstein. A més, com que els electrons són fàcilment detectables, l'escletxa de detecció ja no és un problema i la gran distància entre els dos electrons també elimina l'escletxa de comunicació.